# Karel Bedřich z Fürstenberg-Mößkirchu
Karel Bedřich z Fürstenberg-Mößkirchu (německy Karl Friedrich Nikolaus zu Fürstenberg-Mößkirch; 9. srpna 1714 Meßkirch – 7. září 1744 Hüfingen) byl v letech 1741 až 1744 čtvrtým vládnoucím knížetem z Fürstenbergu a zemřel jako poslední mužský příslušník linie Fürstenberg-Mößkirch.

## Život

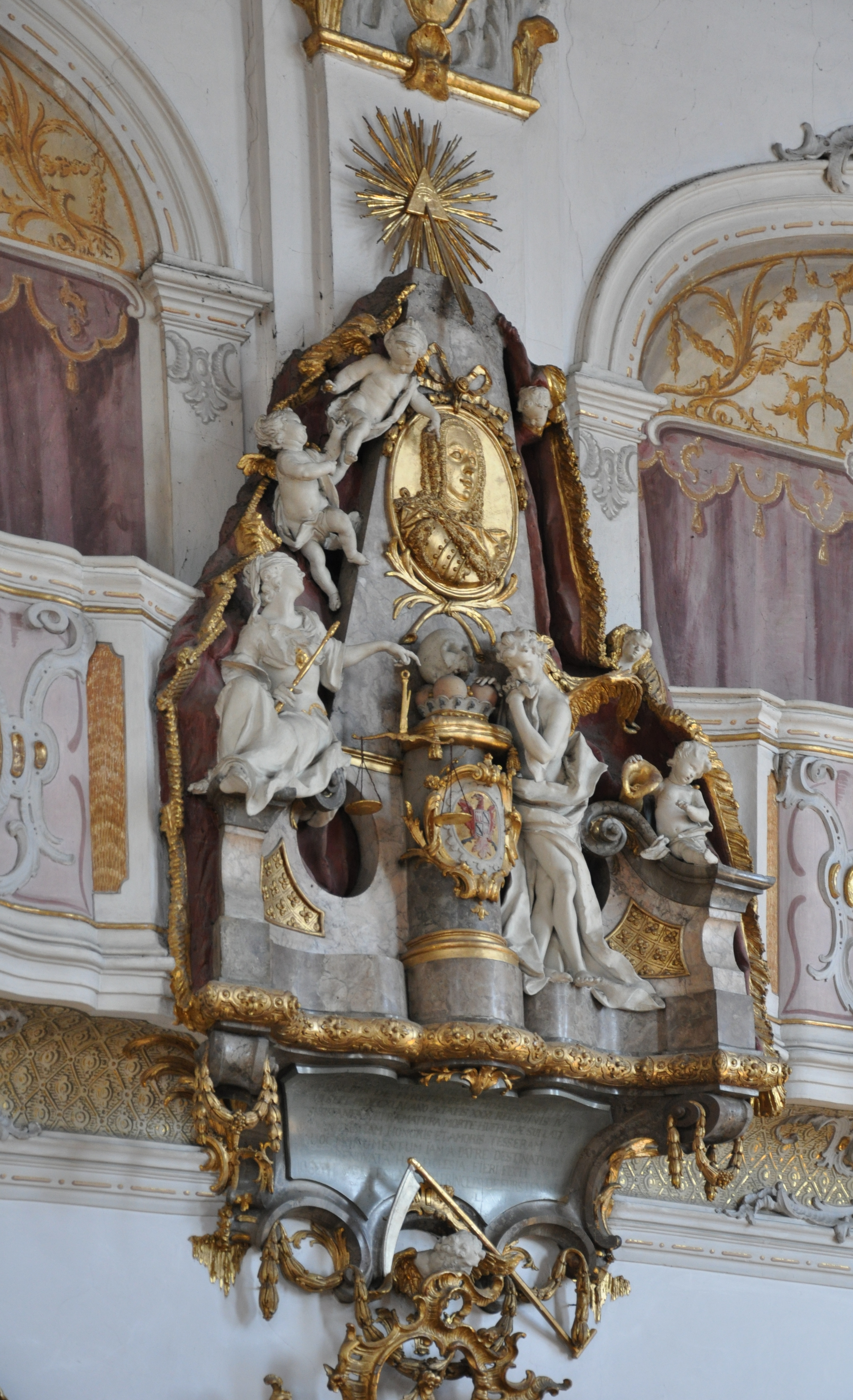
Epitaf knížete Karla Bedřicha z Fürstenbergu v kostele sv. Martina v Meßkirchu. Náhrobek vytvořil sochař Johann Joseph Christian z Riedlingenu v letech 1775–1776.

Karel Bedřich pocházel z německého knížecího rodu Fürstenbergů. Narodil se jako jediný syn říšského knížete Frobena Ferdinanda z Fürstenberg-Mößkirchu (1664–1741) a jeho manželky Marie Terezie Felicitas ze Sulzu (1671–1743). Byl vychován jezuitským páterem a také vzděláván na jezuitské univerzitě v Dillingenu. Poté studoval filozofii na Karlově univerzitě v Praze a práva v Kolíně nad Rýnem a Lovani. Studia dokončil v roce 1733.
Karel Bedřich se 25. května (nebo 23. května)[zdroj?] 1735 na zámku Wetzdorf oženil s princeznou Marií Gabrielou Felicitas Šlesvicko-Holštýnsko-Sonderbursko-Wiesenburskou (22. 10. 1716 Vídeň –  13. 6. 1798 klášter sv. Walburgy, Eichstätt, Bavorsko), dcerou vévody Leopolda (1674–1744) a jeho manželky Marie Alžběty z Liechtensteinu (1683–1744). Manželství zůstalo bezdětné. V roce 1741 se Karel Bedřich stal nástupcem svého zesnulého otce. V roce 1743 založil kapli sv. Fidelis v Meßkirchu (zbořena v roce 1827) a spojil knihovnu ze zámku Heiligenberg s dvorní knihovnou v Meßkirchu. Od roku 1748 do roku 1762 bylo do dvorní knihovny v Donaueschingen převezeno téměř 4000 svazků.
Karel Bedřich zemřel na plicní absces během lovecké výpravy v Hüfingenu v roce 1744. Dědictví připadlo linii Fürstenberg-Stühlingen. Syn jeho nástupce Josef Václav z Fürstenberg-Stühlingenu (1728–1783) nechal v letech 1775–1776 postavit ve farním kostele sv. Martina v Meßkirchu od rokokového sochaře Johanna Josepha Christiana reprezentativní náhrobek z umělého mramoru.
Vdova po Karlu Bedřichovi žila do roku 1798 v klášteře sv. Walburgy v Eichstättu.